# Gianluca
Gianluca  è un nome proprio di persona italiano maschile.

## Varianti
- Maschili: Gian Luca[1]

## Varianti in altre lingue
- Francese: Jean-Luc
- Tedesco: Hans-Lucas

## Origine e diffusione
Si tratta di un nome composto, formato dall'unione di Giovanni (tramite l'ipocoristico Gianni) e Luca. È attestato in Italia già dal Settecento.

## Onomastico
Non essendovi santi con questo nome, che è quindi adespota, l'onomastico si festeggia nelle ricorrenze di Giovanni (24 giugno per Giovanni Battista e 27 dicembre per Giovanni apostolo ed evangelista) e Luca (18 ottobre, Luca evangelista).

## Persone
- Gianluca Basile, cestista italiano

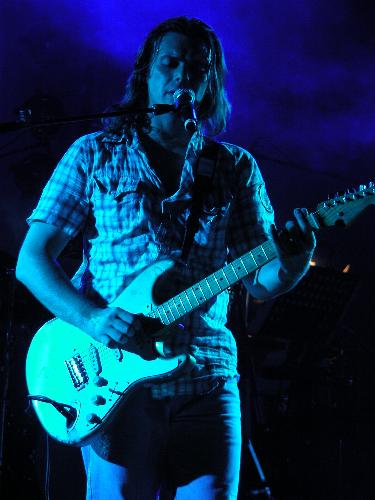
Gianluca Grignani

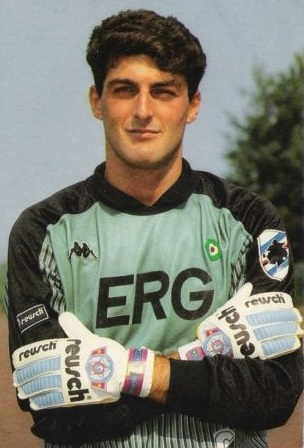
Gianluca Pagliuca

- Gianluca Brambilla, ciclista su strada e pistard italiano
- Gianluca Buonanno, politico italiano
- Gianluca Comotto, calciatore italiano
- Gianluca Costamagna, tecnico del suono italiano
- Gianluca Curci, calciatore italiano
- Gianluca Grava, calciatore italiano
- Gianluca Grignani, cantautore, chitarrista e produttore discografico italiano
- Gianluca Nicoletti, giornalista, scrittore, conduttore radiofonico e televisivo italiano
- Gianluca Pagliuca, calciatore italiano
- Gianluca Pessotto, calciatore e dirigente sportivo italiano
- Gianluca Piredda, scrittore e giornalista italiano
- Gianluca Signorini, calciatore, allenatore di calcio e dirigente sportivo italiano
- Gianluca Vialli, calciatore, allenatore di calcio, dirigente sportivo e commentatore televisivo italiano
- Gianluca Zambrotta, calciatore italiano

### Variante Gian Luca
- Gian Luca Galletti, politico italiano
- Gian Luca Zanetti, avvocato, giornalista ed editore italiano

### Variante Jean-Luc
- Jean-Luc Bilodeau, attore canadese
- Jean-Luc Crétier, sciatore alpino francese
- Jean-Luc Dehaene, politico belga
- Jean-Luc Ettori, calciatore e allenatore di calcio francese
- Jean-Luc Fournier, sciatore alpino svizzero
- Jean-Luc Godard, regista, sceneggiatore, montatore e critico cinematografico francese
- Jean-Luc Nancy, filosofo francese
- Jean-Luc Ponty, violinista francese

## Il nome nelle arti
- Gianluca De Ceglie è uno dei personaggi della serie I soliti idioti, interpretato da Fabrizio Biggio.
- Jean-Luc Picard è un personaggio della serie televisiva Star Trek: The Next Generation, comandante della nave stellare USS Enterprise D ed Enterprise E. È interpretato dall'attore inglese Patrick Stewart.